# Saelices de la Sal
Saelices de la Sal – gmina w Hiszpanii, w prowincji Guadalajara, w Kastylii-La Mancha, o powierzchni 19,37 km². W 2011 roku gmina liczyła 53 mieszkańców.